# Daniel Zítka
Daniel Zítka (nació el 20 de junio de 1975 en Havířov) es un exportero de la República Checa, que jugó para el Anderlecht.

## Trayectoria
Comenzó a jugar a las 10 años en FK Havířov y se trasladó en 1994 al FK Viktoria Žižkov, donde jugó sólo una vez. El año después, firmó con el FC Zlín y en noviembre de 1997 en Tatran Prešov en Eslovaquia. Dos años más tarde se trasladó a Bélgica, al KSC Lokeren Oost-Vlaanderen, donde fue reclutado por RSC Anderlecht scouts en el año 2002. Desde su llegada al Anderlecht, que ha estado en competencia con Tristan Peersman, Zvonko Milojević, Zeljko Pavlovic, Jan Van Steenberghe y Silvio Proto, pero él todavía es un regular en el equipo titular.

### Selección nacional
Ha sido internacional con la selección de fútbol de la República Checa en 3 ocasiones. 
Fue convocado para participar en la Eurocopa de Austria y Suiza de 2008, aunque finalmente no disputó ningún encuentro en esta competición.

## Clubes
| Club                           | País            | Año       |
| ------------------------------ | --------------- | --------- |
| FK Viktoria Žižkov             | República Checa | 1994-1995 |
| FC Tescoma Zlín                | República Checa | 1995-1997 |
| FC Tatran Prešov               | Eslovaquia      | 1997-1999 |
| K.S.C. Lokeren Oost-Vlaanderen | Bélgica         | 1999-2002 |
| Anderlecht                     | Bélgica         | 2002-2010 |
| Sparta de Praga                | República Checa | 2010-2012 |

## Palmarés

### Campeonatos nacionales
| Título               | Club       | País    | Año       |
| -------------------- | ---------- | ------- | --------- |
| Liga Jupiler         | Anderlecht | Bélgica | 2003-2004 |
| Liga Jupiler         | Anderlecht | Bélgica | 2005-2006 |
| Supercopa de Bélgica | Anderlecht | Bélgica | 2006      |
| Liga Jupiler         | Anderlecht | Bélgica | 2006-2007 |
| Supercopa de Bélgica | Anderlecht | Bélgica | 2007      |

### Distinciones individuales
| Distinción                     | Año  |
| ------------------------------ | ---- |
| Mejor portero del fútbol belga | 2007 |